# Katholisches Pfarrhaus (Arnoldsweiler)

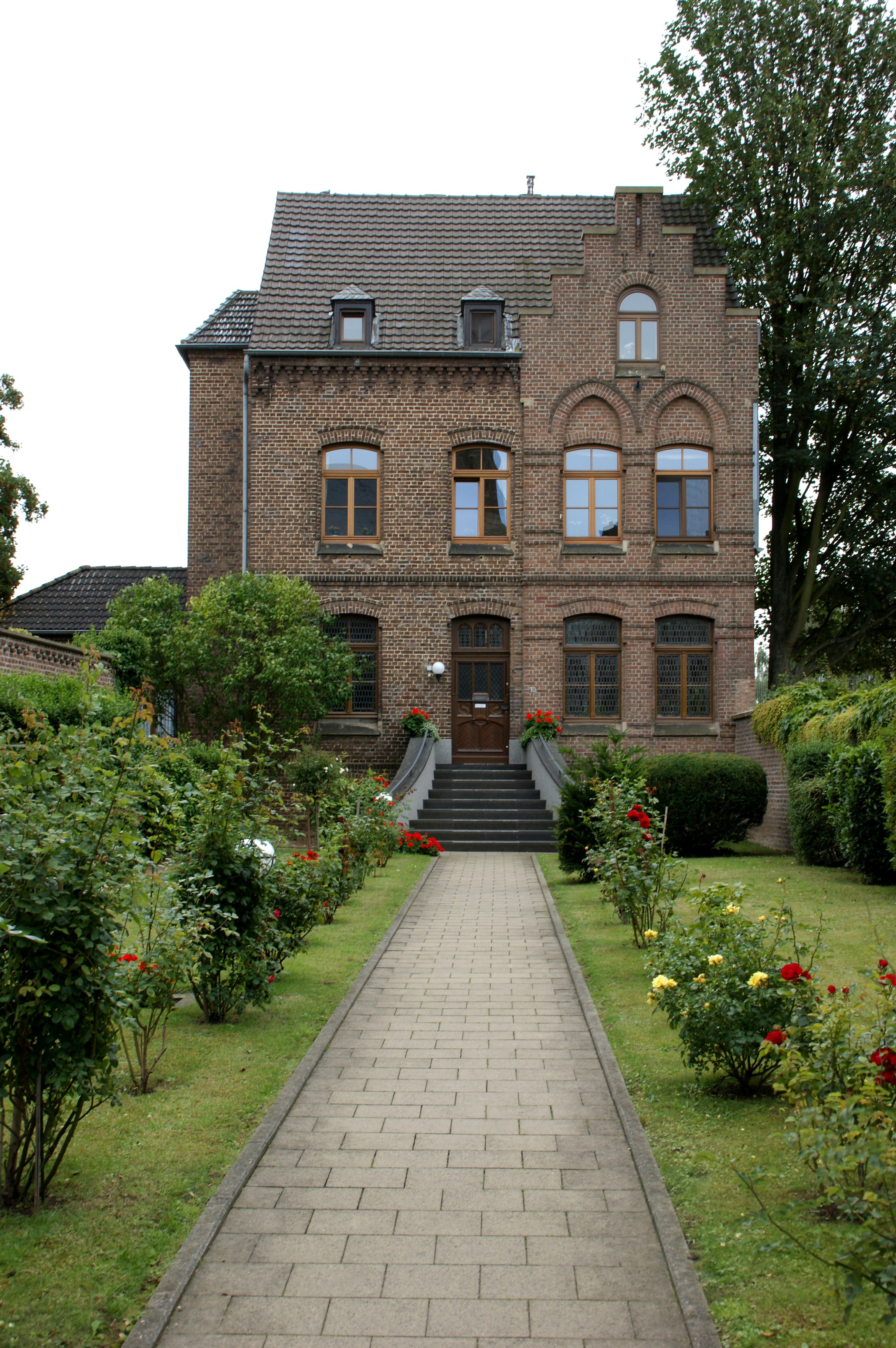
Katholisches Pfarrhaus Arnoldsweiler

Das katholische Pfarrhaus befindet sich im Dürener Stadtteil Arnoldsweiler in Nordrhein-Westfalen.
Das Pfarrhaus steht in der Rather Straße 10 und wurde 1899 nach Plänen des Kölner Architekten Theodor Roß erbaut. 1993 und 1994 wurde das Gebäude aufwändig renoviert. Zum Haus gehört ein 1953 m² großer Park mit altem Baumbestand.
Der zweigeschossige Backsteinbau hat einen großen Vorgarten. Das Gebäude hat vier Fensterachsen, die beiden rechten sind risalitartig vorgezogen mit Treppengiebel. Auf dem Haus sitzt ein Satteldach.
Das Bauwerk ist unter Nr. 13/003 in die Denkmalliste der Stadt Düren eingetragen.